# Święcice (gmina w województwie warszawskim)
Święcice (od 1948 Mała Wieś) – dawna gmina wiejska istniejąca do 1948 roku w woj. warszawskim (dzisiejsze woj. mazowieckie). Nazwa gminy pochodzi od wsi Święcice, lecz siedzibą gminy było Wilkanowo.
W okresie międzywojennym gmina Święcice należała do powiatu płockiego w woj. warszawskim.
Po wojnie gmina zachowała przynależność administracyjną. 6 sierpnia 1948 roku gmina została zniesiona, po czym z jej obszaru utworzono gminę Mała Wieś z siedzibą w Małej Wsi.